# Przełęcz Jaworowa

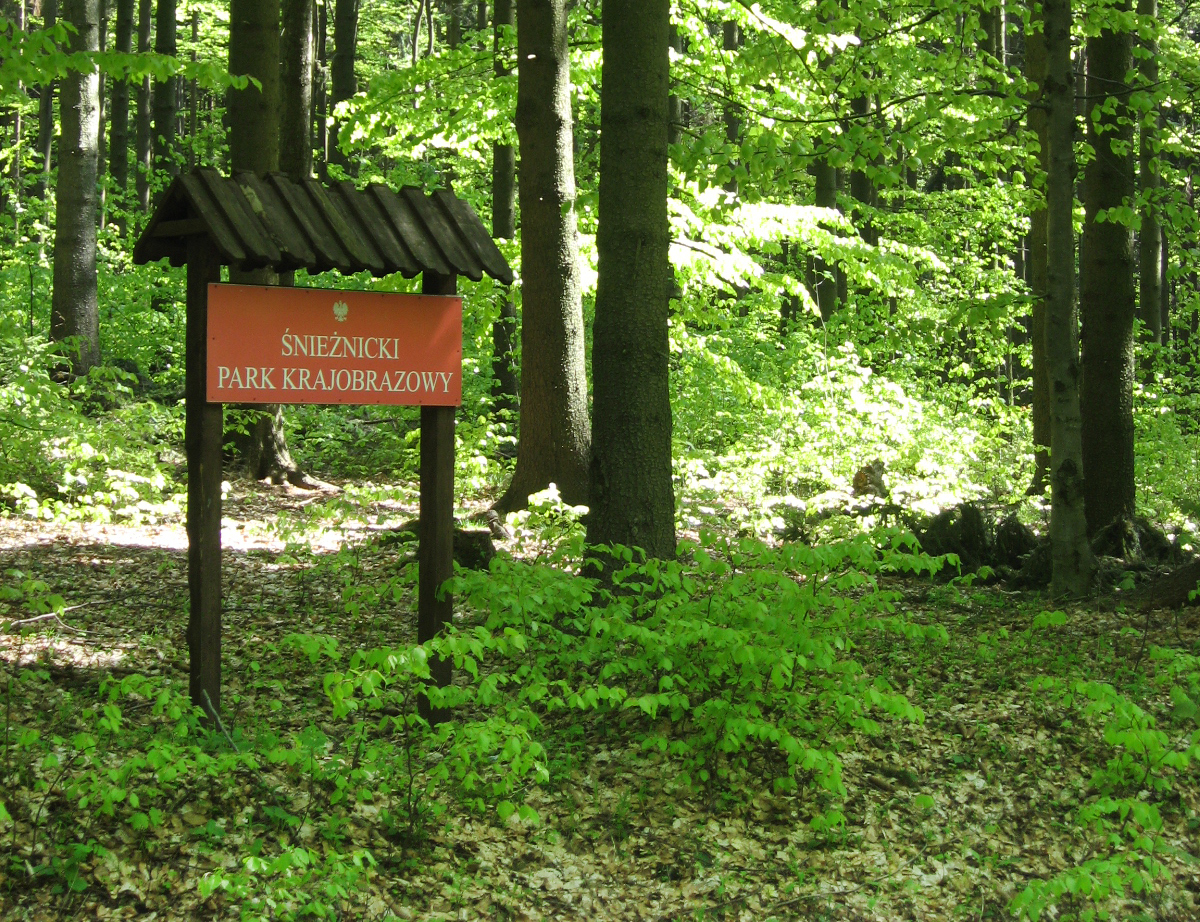
Tablica Śnieżnickiego Parku Krajobrazowego na przełęczy

Jaworowa Przełęcz – przełęcz na wysokości 707 m n.p.m. w południowo-zachodniej Polsce w Sudetach Wschodnich w Górach Złotych.

## Położenie i opis
Przełęcz położona jest na obszarze Śnieżnickiego Parku Krajobrazowego, w północno-zachodniej części pasma Gór Złotych, około 5,5 km na południowy zachód od centrum miejscowości Złoty Stok.
Przełęcz stanowi niewielkie siodło niewyraźnie odznaczające się w terenie o niesymetrycznych zboczach i podejściach, wcinające się w podłoże pomiędzy Jawornik Wielki (872 m n.p.m.) po północno-wschodniej stronie, a górę Orłowiec (745 m n.p.m.) po południowo-zachodniej stronie. Otoczenie przełęczy porasta dolnoreglowy las świerkowy z domieszką drzew liściastych z przewagą buka. Przez przełęcz prowadzi droga wojewódzka nr 390 z Lądka-Zdroju przez Złoty Stok do Kamieńca Ząbkowickiego, a przełęcz jest najwyższym punktem drogi. Na przełęczy znajdują się pozostałości dużego deszczochronu z kilkoma ławkami i stołami.

## Szlaki turystyczne
Przez Przełęcz Jaworową przechodzi  szlak turystyczny:
- żółty, prowadzący z Radochowa do Złotego Stoku Przez Jaskinię Radochowską. Czas przejścia to około 5 godz.